# Miconchus studeri
Miconchus studeri är en rundmaskart. Miconchus studeri ingår i släktet Miconchus och familjen Anatonchidae. Inga underarter finns listade i Catalogue of Life.